# 1964년 하계 올림픽 영국령 기아나 선수단
영국령 기아나는 1964년 10월 10일부터 24일까지 일본 도쿄에서 열린 제18회 하계 올림픽에 참가했다.

### 종목별 참가 선수 및 메달 집계
| 종목 | 참가 선수 | 1 | 2 | 3 | 합계 |
| 역도 | 1         | 0 | 0 | 0 | 0    |

## 역도
| 선수        | 세부 종목             | 추상    | 추상 | 인상    | 인상 | 용상    | 용상 | 합계    | 합계 |
| 선수        | 세부 종목             | 기록    | 순위 | 기록    | 순위 | 기록    | 순위 | 기록    | 순위 |
| Martin Dias | 남자 -56kg급 (밴텀급) | 100.0kg | 9    | 102.5kg | 5    | 132.5kg | 7    | 335.0kg | 8    |

## 참고 자료
- (영어) “Guyana at the 1964 Tokyo Summer Games”. SR/Olympic Sports. 2008년 12월 23일에 원본 문서에서 보존된 문서. 2015년 6월 26일에 확인함.